# Ящірка азербайджанська
Ящірка азербайджанська (Darevskia raddei) — представник роду скельних ящірок родини Справжні ящірки. Має 3 підвиди.

## Опис
Довжина тулуба сягає 7,6 см, хвіст у 2 рази довше. Голова помітно стиснута. Міжщелепний щиток відділений від лобоносового або рідко торкається його в одній точці. Між верхньовійними і надочноямковим щитками розташовано повний рядок з 6—15 зерняток. Перший верхньоскронний помірно довгий, дещо звужується і тупо обрізаний ззаду. Між центральноскронним щитком середнього розміру і невеликим барабанним у найвужчому місці розташовано 2—5 дрібних щитків. Комір слабко зазубрений. По середній лінії горла є 20—29 лусок. Луска тулуба гладенька, помірно опукла. Навколо середини тіла є 48—62 лусочки. Анальний щиток великий, попереду нього симетрично розташовано 2 збільшених преанальних, між якими іноді є невеликий третій. Луска з верхньої сторони гомілки не перевищує спинну луску. Навколо середини гомілки в одному рядку 15—22 лусочки. 
Верхня сторона тулуба світло-коричневого, темно-бежевого, піщаного або темно-бурого кольору. Спинна смуга утворена зосередженими уздовж хребта численними темними плямами, згрупованими іноді у два паралельних ряди. Поздовжні смуги на боках тіла складаються з 3—4 рядків виражених темних кіл з білуватими (блакитними на рівні передніх ніг) центрами. Черево має білувате, блакитнувате, зеленувато-біле або зелене забарвлення. У період парування більшість «очок» з боків самців так само, як крайні ряди їх черевних щитків, набувають світло-синього або фіолетового забарвлення.

## Спосіб життя
Полюбляє кам'янисті береги гірських річок, нагромадження великих уламків каміння і кам'янистих розсипів у лісовій і гірсько-степовій зонах. Відома до висоти 3000 м над рівнем моря. Залежно від висоти проживання активна з кінця лютого — початку березня до вересня - початку листопада. Харчується жуками, двокрилими, метеликами, щипавками, павуками, молюсками, багатоніжками і земляні хробаками (Lumbricina). 
Це яйцекладна ящірка. Відкладання 2-5, частіше 4 яєць, відбувається у середині червня — напочатку липня, а високо у горах в середині липня — напочатку серпня. Через 55 днів з'являються молоді ящірки довжиною 24-27 мм (без хвоста).

## Розповсюдження
Мешкає у Вірменії, Азербайджані, у південній Грузії, на північному сході Туреччини, у північно-західному Ірані. 